# Flugzeugabsturz bei Sumqayıt
Am 18. Oktober 1989 stürzte eine Iljuschin Il-76 der sowjetischen Luftstreitkräfte wenige Minuten nach dem Start vom Militärflugplatz Nasosnaja (Sowjetunion, heute Sumqayıt, Aserbaidschan) ins Kaspische Meer. Alle 57 Insassen starben beim Absturz.

## Flugzeug
Das Flugzeug war eine sechs Jahre alte Iljuschin Il-76MD mit dem Luftfahrzeugkennzeichen СССР-76569.

## Verlauf
Die Il-76 startete vom Militärflugplatz Nasosnaja bei Sumqayıt im heutigen Aserbaidschan mit dem Ziel Militärflugplatz Schowtnewe bei Bolhrad in der heutigen Ukraine als Ziel. An Bord waren neben der Besatzung 48 Fallschirmjäger. Fünf Minuten nach dem Start und in einer Höhe von 1600 Meter fing Triebwerk Nr. 1 (außen links) Feuer, welches auf die linke Tragfläche übergriff. Die Piloten versuchten eine Notlandung, doch das Feuer hatte die linke Tragfläche so schwer beschädigt, dass sich zuerst Triebwerk Nr. 1 löste und das Flugzeug schließlich unkontrollierbar wurde. 11 Minuten nach dem Start stürzte es 1,5 km vor der Küste ins Kaspische Meer. Alle 57 Insassen starben bei diesem bislang schwersten Flugunglück im Staatsgebiet des heutigen Aserbaidschan.

## Ursache
Der Grund für den Brand des Triebwerks war das Versagen des Zwischenwellenlagers, wodurch die Niederdruckwelle gegen die Ölleitungen im Triebwerk rieb. Dadurch erhitzte sich die Niederdruckwelle, bis sie schließlich zerbrach. Teile der zerbrochenen Niederdruckwelle drangen in den Treibstofftank und verursachten so das Feuer, woraufhin das Flugzeug kurze Zeit später unkontrollierbar wurde.